# Teoprolol
Teoprolol je agonist beta adrenergičkog receptora.